# Carreno (cràter)
Carreno és un cràter d'impacte en el planeta Venus de 57 km de diàmetre. Porta el nom de María Teresa Carreño (1853-1917), pianista i compositora veneçolana, i el seu nom va ser aprovat per la Unió Astronòmica Internacional el 1991.